# Isabelle Leyrolles
Isabelle Leyrolles est une actrice canadienne spécialisée dans le doublage en québécois. Elle est entre autres la voix québécoise de Jennifer Aniston, Eva Mendes, Halle Berry,  Amanda Peet et Marisa Tomei, ainsi qu'une des voix de Jennifer Beals, Rosemarie DeWitt et Liv Tyler.

## Doublage

### Cinéma
- Jennifer Aniston[1] dans :  (17 films)
  - Rock Star (2001) : Emily Poule
  - Bruce le tout-puissant (2003) : Grace Connelly
  - La rumeur court… (2005) : Sarah Huttinger
  - Rencontre Fatale (2005) : Lucinda Harris
  - La Rupture (2006) : Brooke Meyers
  - Marley et moi (2008) :  Jenny Grogan
  - Laisse tomber, il te mérite pas (2009) : Beth
  - Quand arrive l'amour (2009) : Eloise
  - Le Chasseur de primes (2010) : Nicole Hurley
  - L'Échange (2010) : Kassie Larson
  - Méchant Menteur (2011) : Katherine Murphy
  - Méchants Patrons (2011) :  Dr Julia Harris
  - Nous sommes les Miller (2013) : Rose O'Reilly
  - Méchants Patrons 2 (2014) : Dr Julia Harris
  - Crimes et petits mensonges (2014) : Mickey Dawson
  - La fête des mères (2016) : Sandy
  - Noël de folie au bureau (2016) : Carol Vanston
- Halle Berry dans : (12 films)
  - X-Men (2000) : Ororo Munroe / Tornade
  - Le bal du monstre (2001) : Leticia Musgrove
  - Gothika (2003) : Miranda Grey
  - La Femme-Chat (2004) : Catwoman / Patience Phillips
  - Parfait inconnu (2007) : Rowena Price
  - La Veille du Nouvel An (2011) : infirmière de garde Aimee
  - Marée d'enfer (2012) : Kate Mathieson
  - Cartographie des nuages (2012) : Une Native, Jocasta Ayrs, Luisa Rey, une invitée à la fête, Ovid, Meronym
  - L'Appel (2013) : Jordan Turner
  - Kingsman : Le Cercle d'or (2017) : Ginger Ale
  - John Wick: Chapitre 3 - Parabellum (2019) : Sofia
  - Ne jamais lâcher (2024) : June
- Eva Mendes[2] dans : (10 films)
  - Rapides et dangereux 2 (2003) : Monica Fuentes
  - Temps Limite (2003) : Alex Diaz Whitlock
  - Hitch (2005) : Sara Melas
  - La nuit nous appartient (2007) : Amada Juarez
  - Le Nettoyeur (2007) : Ann Norcut
  - Ghost Rider (2007) : Roxanne Simpson
  - Femmes (2008) : Crystal Allen
  - The Spirit (2008) : Sand Saref
  - Bad Lieutenant : Escale à La Nouvelle-Orléans (2009) : Frankie Donnefeld
  - Les Renforts (2010) : Docteur Sheila Gamble
- Amanda Peet dans : (10 films)
  - Le nouveau voisin (2000) : Jill St. Claire
  - Quelque chose d'inattendu (2003) : Marin
  - Le Retour du nouveau voisin (2004) : Jill St. Claire
  - Un amour comme ça (2005) : Emily Friehl
  - Syriana (2005) : Julie Woodman
  - Griffin et Phoenix (2006) : Phoenix
  - 2012 (2009) : Kate Curtis
  - Les Voyages de Gulliver (2010) : Darcy Silverman
  - Vol d'identité (2013) : Trish Patterson
  - Jamais entre amis (2015) : Paula
- Marisa Tomei, dans : (7 films)
  - Ce que femme veut (2000) : Lola
  - Méchant Malade  (2003) : Linda
  - Assassins, Inc. (2008) : Natalie Hegalhuzen
  - Le Lutteur  (2008) : Pam / Cassidy
  - La Défense Lincoln (2011) : Margaret McPherson
  - Les Marches du pouvoir (2011) : Ida Horowicz
  - Surveillance Parentale (2012) : Alice Simmons

- Liv Tyler[3], dans : (4 films)
  - Un Soir au Bar McCool's (2001) : Jewel Valentine
  - Père et Fille (2004) : Maya Harding
  - Les Inconnus (2008) : Kristen McKay
  - L'Incroyable Hulk (2008) : Betty Ross
- Denise Richards, dans : (3 films)
  - Courrier du cœur (2001) : Cindy Styne
  - Une soirée parfaite (2002) : Diana Evans
  - Un agent très spéciale (2002) : Penelope Snwo
- Heather Graham, dans : (2 films)
  - Frissons 2 (1997) : elle-même / Casey
  - Frisson 4 (2011) : Casey
- Rosemarie DeWitt dans :  (2 films)
  - De l'ombre à la lumière (2005) : Sara Wilson
  - La Drôle de vie de Timothy Green (2012) : Mme Crudstaff
- Catherine Zeta-Jones[4], dans : (2 films)
  - Le Masque de Zorro (1998) : Elena Montero
  - Traffic (2000) : Helena Ayala
- Drew Barrymore[5], dans Titan (Après la terre)
- Jennifer Beals, dans Le Livre d'Eli
- India de Beaufort, dans Cours toujours Dennis
- Garcelle Beauvais, dans Spider-Man : Les Retrouvailles
- Yvette Nicole Brown, dans L'Abominable Vérité
- Faune A. Chambers, dans Big Movie
- Georgina Chapman, dans Awake
- Una Damon (en), dans Spider-Man
- Carmen Electra, dans Spartatouille
- Zita Görög, dans Underworld 2
- Mme Keane (Jennifer Hale), dans Les Supers Nanas
- Laura Harring, dans L'Amour aux temps du choléra
- Taraji P. Henson, dans Crazy Night
- Alexandra Holden, dans Une nana au poil
- Stephanie Honoré (en), dans Destination finale 4
- Kelly Hu, dans The Tournament
- Robinne Lee, dans Sept vies
- Wendi McLendon-Covey, dans À la recherche du Chien Noël
- Elizabeth Mitchell, dans Hyper Noël
- Emily Mortimer, dans Our Idiot Brother
- Gwyneth Paltrow, dans Contagion
- Paula Patton, dans Déjà vu
- Sandra Prosper, dans Magic baskets
- Missi Pyle, dans Stormbreaker
- Ana de la Reguera, dans Cowboys et Envahisseurs
- Andrea Savage, dans The Dinner
- Veronica Segura, dans Star Wars, épisode II : L'Attaque des clones
- Gabrielle Union, dans Appelez-moi Dave
- Musetta Vander, dans Match en famille
- Emmanuelle Vaugier, dans Wishmaster 3
- Rita Wilson, dans Les deux font la père
- Amy, l'ourse dans Docteur Dolittle 2

### Animation
- Akima, dans Titan A.E.
- Chicha, dans Kuzco, l'empereur mégalo, Kuzco 2 : King Kronk
- G2, dans Inspecteur Gadget 2
- Wendy Darling, dans Peter Pan 2 : Retour au Pays imaginaire
- Voix additionnelle dans Cendrillon 2